# Andreas Silfverling
Andreas Silfverling, född 20 april 1663 i Vadstena, död 16 juli 1711 i Högby socken, var en svensk präst i Högby församling.

## Biografi
Andreas Silfverling föddes 20 april 1663 i Vadstena. Han var son till bildhuggaren och stenhuggaren Jan Silfverling och Margareta Jonsdotter. Silfverling blev 1686 student vid Uppsala universitet och filosofie kandidat 1698. Han prästvigdes samma år den 31 august. Silfverling blev 1698 rektor i Vadstena och kyrkoherde i Orlunda församling. 1705 blev han kyrkoherde i Högby församling och tillträdde 1706. Silfverling avled 16 juli 1711 i Högby socken.
Silfverling gifte sig 1698 med Anna Tzander (född 1679, död efter 1711). Hon var dotter till kyrkoherde Johannes Tzander i Höreda socken. De fick tillsammans barnen Johan (1699–1738), Katarina Maria (född 1701), Margareta (1702–1702), Jonas (1703–1747), Karl (1704–1704), Magnus (1706–1706), Andreas (1707–1707), Anna Margareta (född 1711) och Samuel (1711–1751). Anna Tzander gifte som sig efter Silfverling död med kyrkoherden Nicolaus Petri Sjöstedt i Höreda socken.